# Säule der Schande

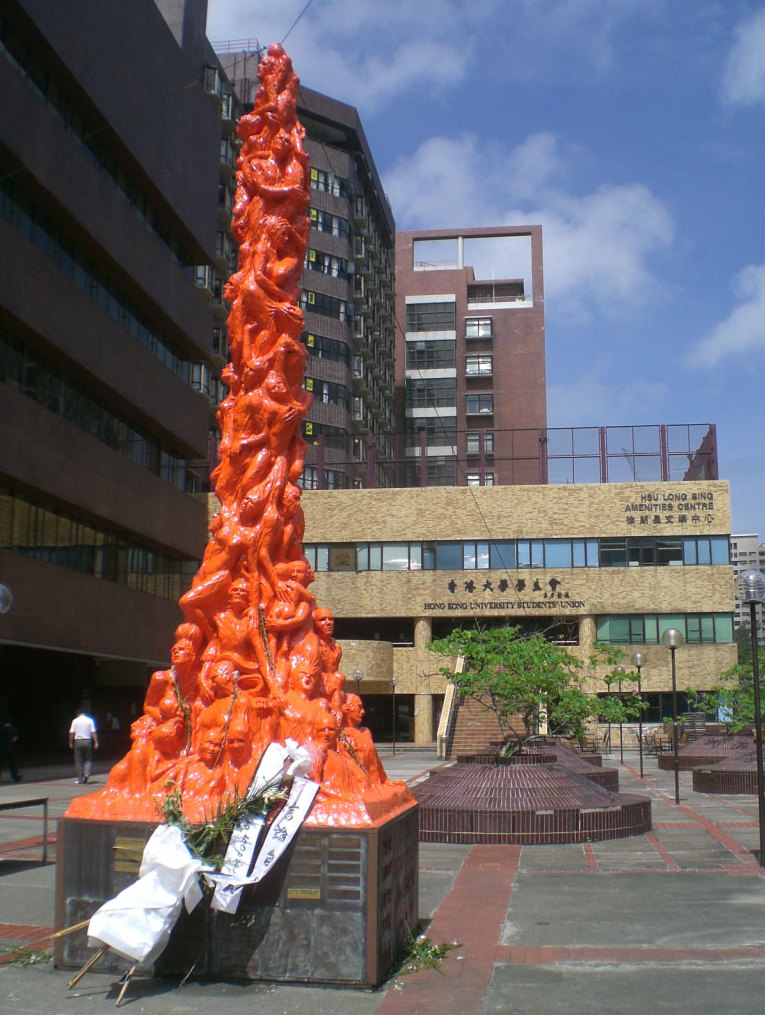
Der Pillar of Shame am Haking Wong Podium der Universität Hongkong (2008)

Säule der Schande, Schandmal und Pillar of Shame sind Bezeichnungen für eine Serie von Plastiken des dänischen Künstlers Jens Galschiøt. Jede Plastik ist acht Meter hoch und aus Bronze, Kupfer oder Beton gefertigt. Bislang wurden vier Plastiken in Hongkong, Rom, Acteal (in Mexiko) und Brasília errichtet.

## Symbolische Bedeutung
Jens Galschiøt zufolge ist es der Zweck der Plastik, an ein schandhaftes Ereignis zu erinnern, das sich nicht wiederholen sollte. Die zerrissenen und verworrenen Körper der Plastik symbolisieren die Erniedrigung, Entwertung und den Mangel an Respekt vor dem Individuum. Die schwarze Farbe symbolisiert Leid und Verlust. Die Plastik symbolisiert die Opfer, den Schmerz und die Verzweiflung, die aus dem Ereignis hervorgingen.

## Säule der Schande in Hongkong

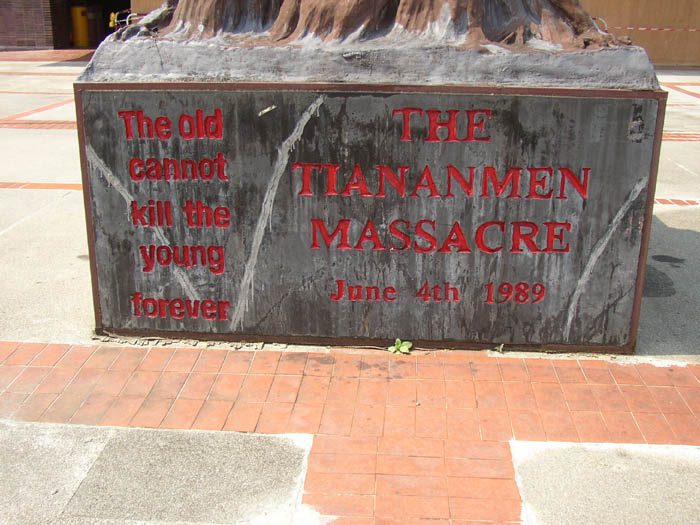
Podest der Säule der Schande

Die Säule der Schande (chinesisch 國殤之柱) in Hongkong ist aus Beton gefertigt. Sie wurde erstmals im Victoria Park 1997 zum achten Jahrestag des Tian’anmen-Massakers aufgestellt. Die Statue zeigt stellvertretend für die bei der gewaltsamen Niederschlagung der Proteste durch die Regierung getöteten Personen 50 zerrissene und verworrene Körper. Auf dem Sockel der Plastik sind die Geschichte und Bilder der Proteste am Tian’anmen-Platz eingraviert. Ebenfalls  eingraviert (chinesisch und englisch) sind die Worte „Das Tian’anmen-Massaker“, „4. Juni 1989“ (das Datum der gewaltsamen Niederschlagung) und „Die Alten können nicht ewig die Jungen töten“.
Die Plastik wurde erstmals bei einer Mahnwache für die Opfer des Massakers am Tian’anmen-Platz am 3. Juni 1997 als Brennpunkt aufgestellt. Nach einer weiteren Mahnwache in der Nacht des 4. Juni 1997 setzten sich Studenten für einen dauerhaften Aufstellungsort ein. Nach Diskussionen mit der Polizei und der Universitätsleitung brachten Studenten Teile der zwei Tonnen schweren Beton-Plastik auf das Podium des Haking Wong Building der Universität Hongkong. Die Plastik wurde aber nicht aufgebaut, da Bedenken bestanden, ob der Boden stark genug sei, sie zu tragen. Am 16. Juni 1997 wurde sie am vorherigen Ort wieder aufgebaut.
Während der folgenden Monate wurde das Denkmal an folgenden Universitäten aufgestellt:
- Chinese University of Hong Kong ab 28. September 1997.
- Lingnan College ab 2. November 1997.
- Hong Kong Baptist University ab 29. November 1997.
- Hong Kong University of Science and Technology ab 23. Januar 1998.
- Hong Kong Polytechnic University ab 1. März 1998.
- City University of Hong Kong ab 29. März 1998.

Am 31. Mai 1998, dem neunten Jahrestag des Tian’anmen-Massakers, wurde das Denkmal anlässlich einer Mahnwache wieder in den Victoria Park gebracht. Am Morgen vor der Mahnwache warf ein selbsternannter Künstler zwei Kübel roter Farbe auf die Plastik, mit der Begründung, dass „das Blut der Leute auch sein Blut sei“.
Am 24. und 25. September 1998 wurde von der Studentenorganisation The Hong Kong University Students' Union (HKUSU) eine Abstimmung zur Wiederaufstellung der Statue im Haking-Wong-Gebäude durchgeführt. Am 3. Dezember 1998 wurde sie wieder auf dem Podium des Haking-Wong-Gebäudes aufgestellt. Zum 10. Jahrestag des Massakers 1999 wurde das Denkmal erneut im Victoria Park ausgestellt. Danach war es dauerhaft auf dem Haking-Wong-Podium aufgestellt. Im Mai wurde jährlich von der Studentenschaft und der Hong Kong Alliance in Support of Patriotic Democratic Movements in China eine Gedenkfeier abgehalten.
Am 30. April 2008 wurde die Säule der Schande orange bemalt. Die Aktion war Teil des Projekts The Color Orange, das die kritische Menschenrechtssituation in der Volksrepublik China bekannt machte. Dem Künstler Jens Galschiøt wurde die Einreise nach Hongkong verwehrt. In seiner Vertretung wurde die Plastik von der Hong Kong Alliance in Support of Patriotic Democratic Movements in China bemalt.
Im Oktober 2021 setzten von der Universität beauftragte Anwälte der Alliance als vermuteter Eigentümerin eine Frist bis zum 13. Oktober, um das Mahnmal vom Campus zu entfernen, anderenfalls werde es als herrenloses Gut betrachtet. Der Liquidator der nicht mehr bestehenden Alliance, der frühere Vizevorsitzende der Democratic Party Richard Tsoi, sagte, die Universität solle sich vor der geplanten Entfernung erst mit den vom Schöpfer des Mahnmals beauftragten Anwälten in Verbindung setzen. Galschiøt reklamierte die Plastik als sein Eigentum und wollte einen Transport ohne Beschädigung an einen anderen Ort erreichen.
In der Nacht vom 22. auf den 23. Dezember 2021 wurde die Säule der Schande in Hongkong zerlegt und abtransportiert. Die Universität begründete die Beseitigung des Mahnmals, angesichts des Chinesischen Sicherheitsgesetzes für Hongkong, unter anderem mit „rechtlichen Risiken“.
Einen Tag später wurde die 6,4 Meter hohe Bronzereplik der Statue „Göttin der Demokratie“ des Künstlers Chen Weiming, die auf dem Gelände der Chinesischen Universität Hongkong stand, entfernt. Ein vom selben Künstler geschaffenes Wandrelief des Tian’anmen-Massakers, das in der Haupthalle der Studentenvereinigung der Lingnan-Universität angebracht war und ebenfalls eine Darstellung der „Göttin der Demokratie“ enthielt, wurde übermalt.

## Säule der Schande in Rom
1996 wurde eine zweite Säule der Schande vor dem Air Terminal des Bahnhofs Ostiense in Rom anlässlich einer Gipfelkonferenz der Food and Agriculture Organization errichtet. Die Plastik stellt die Menschen dar, die infolge der ungleichen Ressourcenverteilung an Hunger sterben.

## Säule der Schande in Acteal, Mexiko
In Acteal im Bundesstaat Chiapas, Mexiko, wurde 1999 eine dritte Säule der Schande am Ort des Massakers von Acteal errichtet. Bei dem Massaker, das im Dezember 1997 stattfand, wurden 45 Mitglieder der Gruppe Las Abejas von paramilitärischen Einheiten getötet.

## Säule der Schande in Brasilien

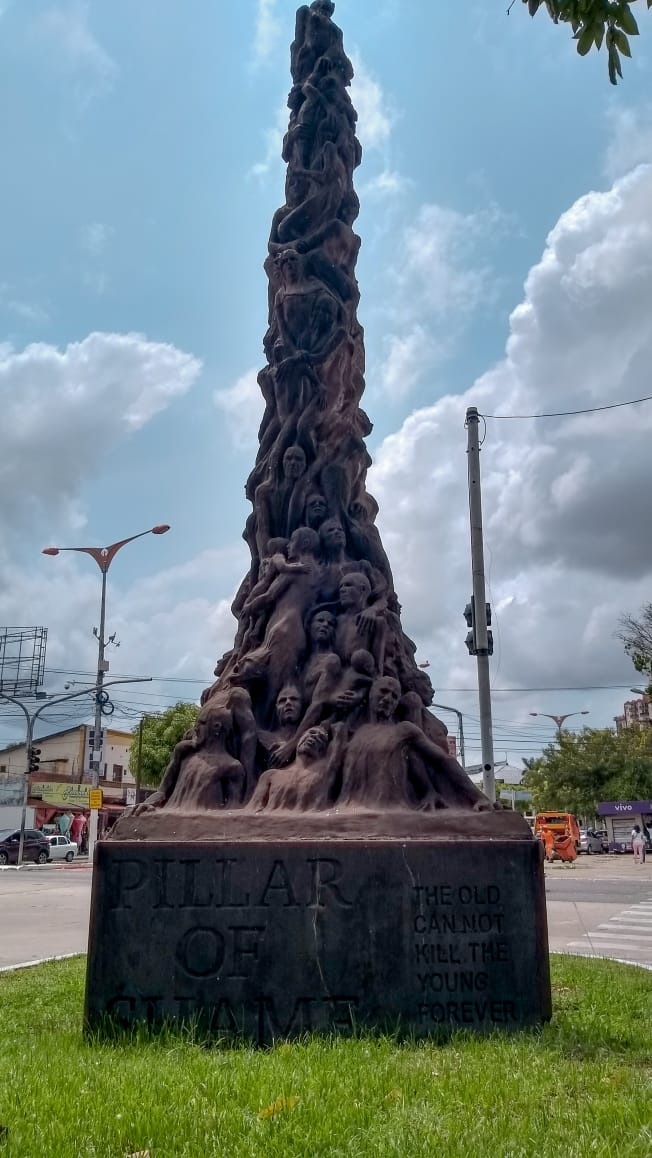
Säule der Schande in Brasilien in Belem

In Brasília, der Hauptstadt Brasiliens, wurde 2000 eine vierte Säule der Schande errichtet. Das Denkmal erinnert an die Opfer des Massakers bei Eldorado do Carajás am 17. April 1996. Als 1500 Mitglieder der Bewegung der Landarbeiter ohne Boden (portugiesisch: Movimento dos Trabalhadores Rurais Sem Terra, MST) dort eine Schnellstraße blockierten, verübten Polizisten der Polícia Militar auf Befehl des Gouverneurs des Bundesstaates Pará, Almir Gabriel, ein Massaker, bei dem sie 19 MST-Aktivisten erschossen, zwei weitere starben später an ihren Verletzungen. Später wurde das Denkmal nach Belem gebracht, in die Hauptstadt des Bundesstaates Pará, in dem sich das Massaker ereignet hatte. Das Eldorado-do-Carajás-Massaker war eines der vielen ungesühnten Staatsverbrechen in Brasilien. Erst 2013 wurden zwei kommandierende Polizeioffiziere zu Haftstrafen verurteilt.

## Säule der Schande in Berlin
In Berlin wurde als Erinnerung an die Opfer des Nationalsozialismus eine fünfte Säule der Schande geplant. Nach der Idee des Künstlers hätten Überlebende des Holocaust 10 Millionen Striche am Fundament einritzen sollen. Da Opferverbände wenig Interesse an dem Projekt zeigten, wurde es bisher nicht ausgeführt. Im Mai 2023 wurde die Säule in Berlin aufgestellt.